# 戦後復興期

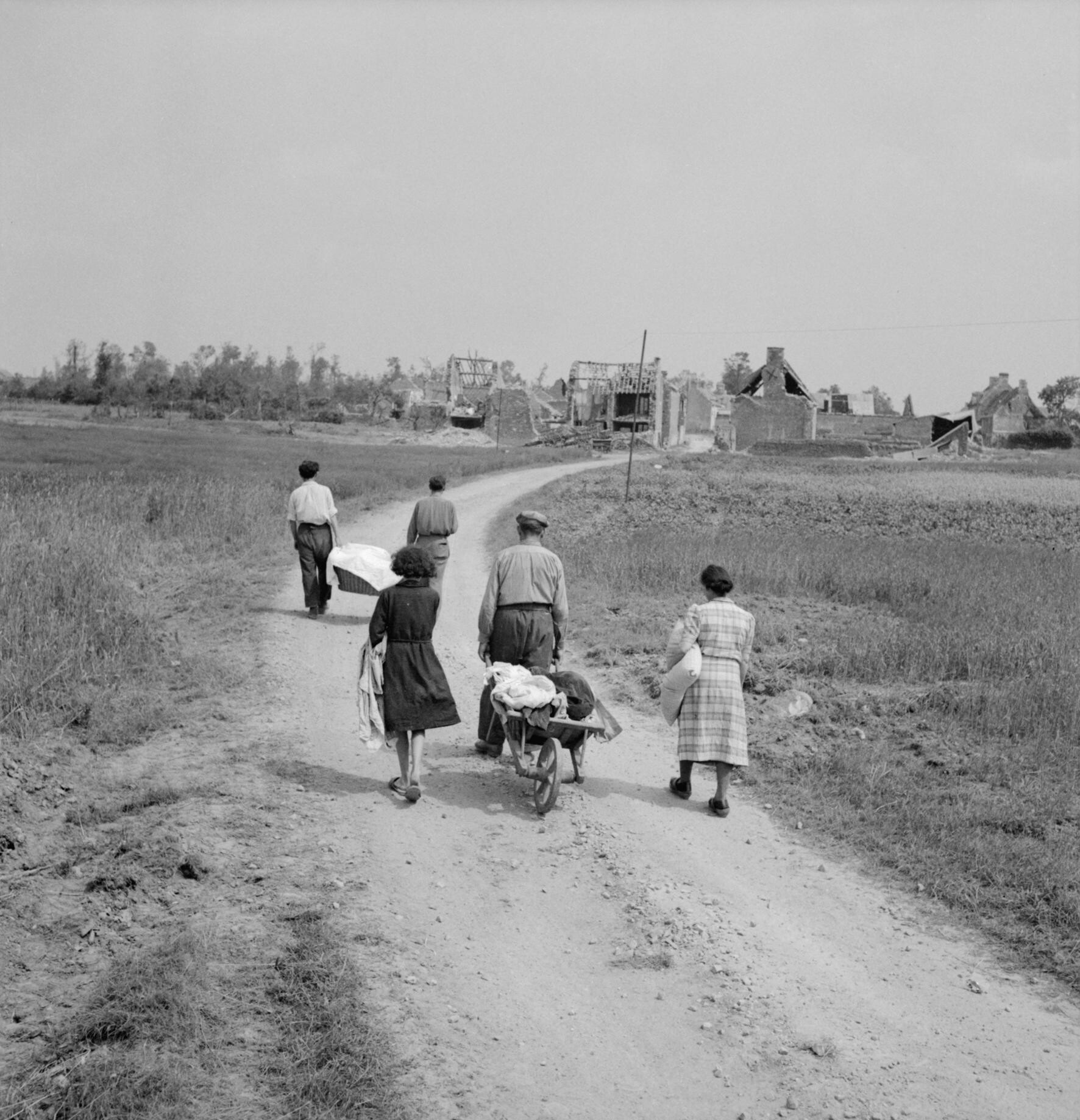
第二次世界大戦後の復興期を迎えたフランス北西部の都市カーン近郊の村ビュロンの光景／ナチス・ドイツ軍の占領下にあったカーン一帯がチャーンウッド作戦によって解放された数日後の1944年7月18日、最低限の生活物資を携えた一家族が戦禍を被って住める状態でなくなった村へと戻ってゆく。村はあらゆる面で機能の立て直しが図られ、人々の日々の営みが再び始まる。

戦後復興期（せんごふっこうき）とは、戦後（戦争が終わった後）の経済・社会等の復興の時期を意味する。日本では、特に第二次世界大戦（大東亜戦争/太平洋戦争）後の復興期を指す。

## 概説
どのような戦いであれ、終戦を迎えた地域は、多くの場合「戦後混乱期」に陥ることを避けられないが、そのような厳しい状況下で復興を図り、結果的に果たせた場合に、その時代を指して「戦後復興期」と呼ぶようになる。翻って言えば、復興を図って果たせずに終わる「戦後」や、政情的あるいは政策上、復興の機会さえ得られずに終わる「戦後」も、世界史上に珍しいものではない。また、復興に期待を籠めて当事者たちが自らの時代をその名で呼ぶこともあるが、時代人の願うとおりに「戦後復興期」を歴史に刻み込めるかどうかはその後の結果を確かめるまで分からない。

## 日本の戦後復興期
第二次世界大戦後しばらくの時期を指すことが多い。
期間については公的に定まっていないため曖昧で、終戦直後から始めたり、おおむね1950年代としたり（戦後混乱期が分離される）などと、専門家や筆者によって異なる。
時の首相（総理大臣）は、その時期の大部分を吉田茂が占めた（第3次吉田内閣 - 第5次吉田内閣）。そして1956年（昭和31年）には、国民所得が第二次世界大戦の太平洋戦争前の最高水準である1940年（昭和15年）レベルに達し（「もはや戦後ではない」）、戦後復興は一定の成果を得ることができた。日本の戦後復興は、経済面においては世界に勝る復興力であり、西ドイツの「経済の奇跡」と並んで非常に成功した事例として知られる。

### 年表

#### 1950年（昭和25年）
戦後復興期に移行。テレビ放送への動きが本格化。祖国防衛隊 (在日朝鮮人団体)  成立。
- 6月25日 朝鮮戦争勃発、朝鮮特需（ガチャマン景気も参照）。
- 6月28日 第3次吉田内閣 (第1次改造)発足。
- 8月10日 朝鮮戦争勃発を受け、警察予備隊成立。
- 12月1日　日本、大津地方検察庁襲撃事件

#### 1951年（昭和26年）
- 1月 在日朝鮮統一民主戦線
- 2月13日　地方公務員法施行。欠格条項（16条）あり。
- 7月4日 第3次吉田内閣 (第2次改造)発足。
- 9月8日 サンフランシスコ平和条約（ソ連・現ロシアは調印拒否）および旧日米安保条約調印。
- 10月 日本共産党の51年綱領。中核自衛隊、山村工作隊による武装闘争。
- 12月26日
  - 練馬事件
  - 第3次吉田内閣 (第3次改造)発足。

#### 1952年（昭和27年）
- 1月18日 李承晩ライン設定。竹島問題
- 1月21日 (夜) 白鳥事件発生
- 2月1日 海外向け放送を、「ラジオ日本（ラジオニッポン、Radio Japan）」として再開。
- 2月3日　日本、田口事件
- 4月10日から  君の名はが放送開始
- 4月28日
  - 日華平和条約
  - サンフランシスコ平和条約発効、日本は独立を回復。ただし、ソ連・現ロシアは調印拒否していることから、日露二国間の外交関係に効力は及ばない。
- 5月1日 血のメーデー事件
- 6月24-25日 吹田事件、枚方事件
- 7月7日 大須事件
- 7月21日 破壊活動防止法施行と公安調査庁設置
- 7月30日 曙事件
- 8月1日 日本電信電話公社設立
- 8月7日 横川元代議士襲撃事件
- 10月1日 第25回衆議院議員総選挙
- 10月15日 警察予備隊を改編して保安隊発足
- 10月30日 第4次吉田内閣発足。

#### 1953年（昭和28年）
- 2月1日午後2時 NHKが東京でテレビ本放送を開始。（1953年のテレビ (日本)も参照）。
- 3月14日 バカヤロー解散
- 3月24日 日本電信電話公社から国際電信電話株式会社（KDD）が分離。
- 5月21日 第5次吉田内閣発足。
- 8月8日 ラズエズノイ号事件
- 8月28日 日本テレビ放送網が開局。民間放送テレビ第1号。街頭テレビも参照。

#### 1954年（昭和29年）
- 1月24日 ラストヴォロフ事件
- 7月1日
  - 保安隊を改編し自衛隊が設立された。
  - 警察法を改正し都道府県警察発足。自治体警察はこれに吸収され消滅。
- 12月 神武景気のはじまり。
- 12月10日 第1次鳩山一郎内閣発足。

#### 1955年（昭和30年）
- 3月19日 第2次鳩山一郎内閣発足。
- 7月27～29日 第25回衆議院議員総選挙における全議席喪失を受け、日本共産党第6回全国協議会（六全協）にて武装闘争の否定。日本の新左翼および敵の出方論も参照。
- 11月22日 第3次鳩山一郎内閣発足。

#### 1956年（昭和31年）
- 2月 もはや戦後ではない。高度経済成長期に移行。三種の神器も参照。